# طوبال ثنائي الأزهار
طوبال حرجي نويع ثنائي الأزهار (الاسم العلمي:Nyssa sylvatica var. biflora) هو نويع من النباتات يتبع نوع الطوبال الحرجي من الفصيلة القرانية.